# 岩漁港

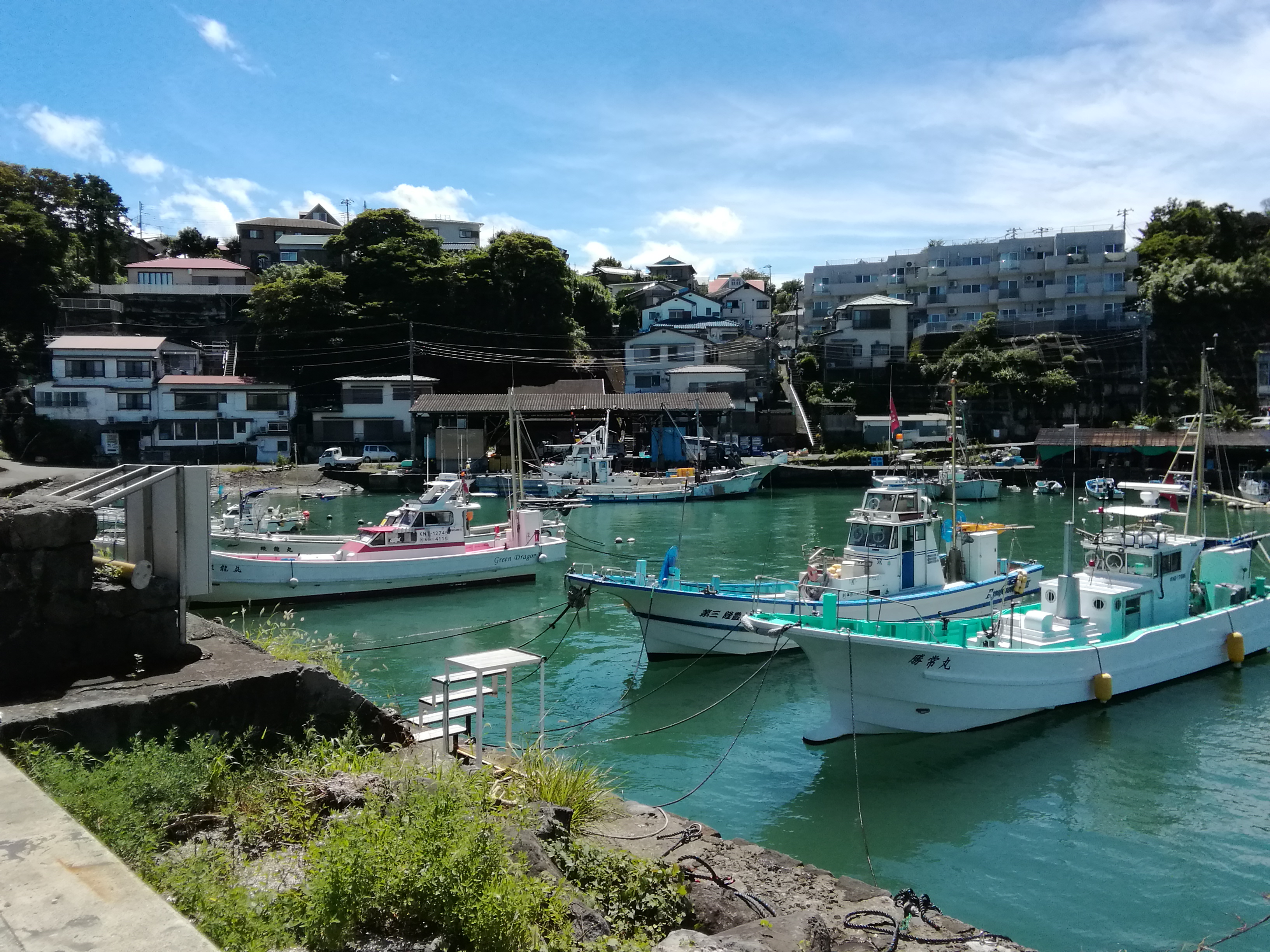
岩漁港

岩漁港（いわぎょこう）は、神奈川県足柄下郡真鶴町岩にある第1種漁港である。

## 概要
- 管理者 - 真鶴町
- 漁業協同組合 - 岩
- 組合員数 - 48名（2001年（平成13年）12月）
- 漁港番号 - 2110160

## 沿革
- 1952年1月12日 - 第1種漁港に指定

## 主な魚種
- イサキ
- ソウダガツオ
- アジ類
- イワシ

## 主な漁業
- 大型定置網
- 釣り
- 刺し網漁業
- 採貝業

## アクセス
- 東海道本線真鶴駅より約1km。
- JR東日本東海道本線真鶴駅より真鶴町コミュニティバス岩線9分、岩海岸より徒歩1分
- 真鶴道路岩インターチェンジ下車